# Фортунатов Пилип Федорович
Пили́п Фе́дорович Фортуна́тов  (рос. Филипп Фёдорович Фортунатов; 1848–1914) — російський мовознавець родом з Вологди. Професор Московського Університету (1876—1902), член Російської Академії Наук (з 1902).

## Праці
Навчався в другій Московській гімназії.
Праці з індоєвропеїстики, балто-слов'янського і загального мовознавства в дусі суворого молодограматизму. Був одним з піонерів слов'янської історично-порівняльної акцентології, зокрема пояснив розподіл наголосів у східнослов'янському повноголоссі і руху наголосу типу «рука́ — ру́ку», що характеризує також українську мову. Був активним членом комісії Російської Академії Наук, що опрацювала «Доповідну записку про скасування обмежень українського друкованого слова» (1905).